# Yamaha MT-01
La MT-01 est un modèle de motocyclette du constructeur japonais Yamaha.

## Historique
Dévoilé à l'état de concept en 1999 au salon de Tokyo pour finalement être commercialisée 2005 au prix de 13 250 €, ce modèle de type roadster de forte cylindrée (bicylindre de 1 670 cm3 pour 90 chevaux) affiche un couple important à tous les niveaux de régime moteur : autour de 118 N m à 1 500 tr/min, près de 15 à 2 300 tr/min avec un maximum de 150 N m atteint à 3 750 tr/min. Cela se ressent par une réponse instantanée à chaque accélération. Ce moteur culbuté provient de la banque Yamaha puisqu'il équipait déjà le Custom Road Star Warrior, même s'il lui a été apporté quelques modifications pour l'adapter au mieux au concept du Roadster où il se contentait de 85 ch et de 137 N m de couple sur la Warrior.
Le projet initial portait le nom de code Kodo, référence à l’atmosphère créée par les battements des tambours japonais traditionnels imageant ainsi l’intensité du rythme et de la sonorité qui résonnent et font vibrer le corps. La MT-01 symbolise ces battements grâce aux deux énormes pistons équipant le moteur bicylindre culbuté.
Son poids de 240 kilos à vide (265 en ordre de marche, tous pleins faits) et son absence de carénage limitent la cadence de circulation à des vitesses raisonnables, même si ses reprises à bas régime sont impressionnantes du fait de son énorme couple.
Son poids a tendance à la faire sortir des courbes si la vitesse d'entrée est trop soutenue, il ne faudra pas hésiter à utiliser le contre braquage de façon énergique pour l'inscrire facilement dans les virages.
La MT-01 n'a pas une très bonne réputation pour le duo, les cales pieds étant installés assez haut (même s'il existe un kit pour les rabaisser). Les vibrations du moteur sont très perceptibles à bas régime et peuvent gêner certaines personnes.
Un ventilateur placé sous la selle et servant à évacuer l'air chaud des 2 sorties d'échappement peu également gêner le ou la passagère.
L'ensemble des éléments de suspensions proviennent du catalogue Kayaba.
À l'occasion des 50 ans de la firme, Yamaha présente fin 2005 une série spéciale Limited Edition 50th Anniversary, vendue pour 750 € de plus.

Elle est disponible en deux coloris :
- bleus, reprenant les graphismes des R1 et R6.
- jaune, reprenant la décoration à bande noire des YZR des années 80.

Elle adopte un sabot moteur orné du logo du cinquantenaire.
En mai 2007, Yamaha commercialise une autre série spéciale, inspirée du prototype MT-OS et en reprenant le nom. À la version de base, elle ajoute un carénage tête de fourche supportant les rétroviseurs, un capot de réservoir, des pontets de guidon basculant la position de conduite sur l'avant et des embouts de guidon en aluminium. Basée sur un modèle 2006, elle est vendue moins chère que la version standard, soit 12 490 €.
La version 2007 gagne des étriers de frein avant à six pistons.
La MT-01 SP, série spéciale pour 2009 gagne des suspensions Öhlins à l’avant comme à l’arrière, des pneus Pirelli Diablo Rosso de série, une peinture spécifique rouge et blanche, une selle bi-tons noire et rouge, un guidon sans barre centrale fixé à des pontets en aluminium taillé dans la masse.
Yamaha continue de fabriquer quelques exemplaires jusqu'en 2011, qui seront vendus jusqu'à fin 2012, date officielle de la fin de la commercialisation de la MT01. Au 1er janvier 2013, elle disparait des catalogues Yamaha et du site internet officiel du fabricant.